# Acartiidae
Acartiidae (лат.) — семейство ракообразных из отряда каляноид (Calanoida).

## Описание
Мелкие ракообразные (1—2 мм). Антеннула (A1) состоит из 17—22 свободных сегментов, многие сегменты с длинными волосками. Уросома самок 3-члениковая, у самцов — 5-члениковая. Один глаз присутствует дорсально.
Цефалосома и педигермальный 1-й сегмент раздельные, педигеры 4 и 5 всегда слиты. Постеролатеральные углы просомы закруглены или заострены. Анальный оперкулум может находиться на анальном сегменте или анус может открываться между двумя последними сегментами уросомы в дорсальную рощицу на анальном сегменте. Верхняя губа крупная, выступающая и трехлопастная.
Представители этой группы (особенно род Acartia Dana, 1846 в котором около 100 видов) является одной из наиболее доминирующих групп планктонных копепод и распространен по всему миру в эстуарных, прибрежных и даже океанических водах. Они были зарегистрированы из различных мест, от тропических до полярных регионов.

## Классификация
В состав семейства включают около 200 видов из 5 родов.
- Acartia Dana, 1846[9]
- Acartiella Sewell, 1914
- Paracartia T. Scott, 1894
- Paralabidocera Wolfenden, 1908
- Pteriacartia Belmonte, 1998